# Drahouš
Drahouš település Csehországban, Rakovníki járásban. Drahouš Žďár, Čistá, Jesenice, Krty és Velká Chmelištná településekkel határos. Lakosainak száma 77 fő (2024. január 1.).

## Népesség
A település lakosságának változását az alábbi diagram mutatja:
| Lakosok száma | 365  | 296  | 274  | 207  | 125  | 63   | 85   | 81   | 72   | 77   |
|               | 1869 | 1890 | 1921 | 1950 | 1980 | 2001 | 2017 | 2019 | 2022 | 2024 |